# Prekluzja
Zasugerowano, aby zintegrować ten artykuł z artykułem Termin zawity. Nie opisano powodu propozycji integracji.
Prekluzja (łac. praeclusio – zamknięcie) – określenie czasu przeznaczonego na dokonanie czynności prawnej, po upływie którego uprawnienie do dokonania czynności wygasa, a jej dokonanie jest pozbawione skutków prawnych. Prekluzja należy do kategorii terminów stanowczych.

## Prekluzja materialna
Zasady prekluzji dotyczą przede wszystkim prawa cywilnego i ściśle określają zawarte w ustawie warunki czasowe uprawnień (roszczenia, prawa) ze skutkiem ich wygaśnięcia po upływie podanego terminu. W przeciwieństwie do przedawnienia, po wygaśnięciu, prekluzja uniemożliwia skuteczne dochodzenie uprawnienia przed sądem. Terminy prekluzyjne nie ulegają przedłużeniu w przypadku zaistnienia przeszkody, która uniemożliwia wykonanie uprawnienia, co stanowi kolejną cechę odróżniającą je od przedawnienia. W postępowaniu sądowym wygaśnięcie uprawnienia z powodu prekluzji podlega uwzględnieniu z urzędu, nie zaś na zarzut strony przeciwnej jak w przypadku przedawnienia.

### Prekluzja sądowa
Prekluzja sądowa ogranicza możliwość wykonywania uprawnień, które mogą być wykonywane wyłącznie po uzyskaniu stosownego orzeczenia sądowego. Skierowanie sprawy do sądu po upływie terminu prekluzyjnego prowadzi do oddalenia powództwa. Tylko w wyjątkowych przypadkach sąd może pominąć prekluzję, jeżeli wygaśnięcie uprawnienia prowadziłoby do uzyskania przez zobowiązanego korzyści, stanowiącej nadużycie prawa. Kodeks cywilny przewiduje następujące rodzaje prekluzji sądowej:
- roczny termin dla dochodzenia uznania umowy za bezskuteczną (ius ad rem) – art. 59
- miesięczny termin dla żądania unieważnienia umowy zawartej poprzez aukcję lub przetarg – art. 705
- roczny termin dla dochodzenia roszczeń posesoryjnych – art. 344 § 2
- miesięczny termin dla dochodzenia roszczenia posiadacza o wstrzymanie budowy – art. 347 § 2
- dwuletni termin dla żądania zmiany umowy zawartej na skutek wyzysku – art. 388 § 2
- pięcioletni termin dla skorzystania ze skargi pauliańskiej – art. 534
- dwuletni termin dla żądania rozwiązania darowizny przez przedstawiciela osoby ubezwłasnowolnionej – art. 901 § 2
- pięcioletni termin dla żądania uznania umowy dożywocia za bezskuteczną – art. 916 § 2
- roczny termin dla żądania uznania spadkobiercy za niegodnego – art. 929
- 6-miesięczny termin dla żądania wyłączenia małżonka od dziedziczenia – art. 940 § 2.

### Prekluzja pozasądowa
Prekluzja pozasądowa ogranicza wykonywanie uprawnień, które mogą być realizowane samodzielnie przez uprawnionego bez udziału sądu lub innego organu. Uprawnienia tego rodzaju mają najczęściej charakter prawa kształtującego – ich wykonanie prowadzi do zmiany lub zniesienia stosunku prawnego.
Kodeks cywilny przewiduje następujące przypadki prekluzji pozasądowej:
- roczny termin na uchylenie się od skutków prawnych oświadczenia woli złożonego pod wpływem groźby lub błędu – art. 88 § 2
- dwuletni (pięcioletni w przypadku nieruchomości) termin rękojmi za wady rzeczy sprzedanej – art. 568 § 1
- tygodniowy (miesięczny w przypadku nieruchomości) termin na wykonanie prawa pierwokupu – art. 598 § 2
- roczny termin na odwołanie darowizny – art. 899 § 3.

Przykładem prekluzji pozasądowej z ustawy Prawo spółdzielcze jest 3-miesięczny termin z art. 108a § 5 na podjęcie przez walne zgromadzenie spółdzielni uchwały o podziale na żądanie członków spółdzielni, których prawa i obowiązki majątkowe są związane z wyodrębnioną organizacyjnie jednostką spółdzielni albo z częścią majątku spółdzielni, która nadaje się do takiego wyodrębnienia (art. 108a § 1) albo na żądanie organu spółdzielni powołanego do reprezentowania członków, których prawa i obowiązki majątkowe są związane z wyodrębnioną organizacyjnie jednostką spółdzielni (art. 108a § 7). Po upływie tego terminu walne zgromadzenie spółdzielni traci prawo do merytorycznego ustosunkowania się do żądania podziału, gdyż uprawnienie do podjęcia uchwały w przedmiocie podziału wygasa. W takiej sytuacji członkowie/organ, którzy wystąpili z żądaniem podziału, mogą wnieść pozew o wydanie orzeczenia zastępującego uchwałę o podziale.

## Prekluzja procesowa
Prekluzja formalna polega na ograniczeniu prawa stron do zgłaszania nowych twierdzeń lub powoływania się nowe fakty lub dowody do określonego stadium procesu. Co do zasady strona winna zgłosić wnioski dowodowe oraz przytoczyć własne twierdzenia już w pierwszym piśmie procesowym wniesionym do sądu. Uczynienie tego w dalszym etapie procesu możliwe jest tylko wówczas, gdy taka możliwość lub potrzeba pojawiła się dopiero później. Wnioski, twierdzenia i fakty zgłoszone po upływie prekluzji sąd oddala lub pomija i nie bierze ich pod uwagę przy wyrokowaniu.
Terminy prekluzyjne w procesie cywilnym prowadzą do koncentracji materiału procesowego, służą usprawnieniu przebiegu postępowania oraz zwiększeniu jego szybkości.
Prekluzja procesowa w polskim postępowaniu cywilnym występuje w postępowaniu gospodarczym, uproszczonym oraz nakazowym. W postępowaniu zwykłym rygor prekluzji może zostać nałożony na stronę reprezentowaną przez adwokata lub radcę prawnego.